# Opus sectile

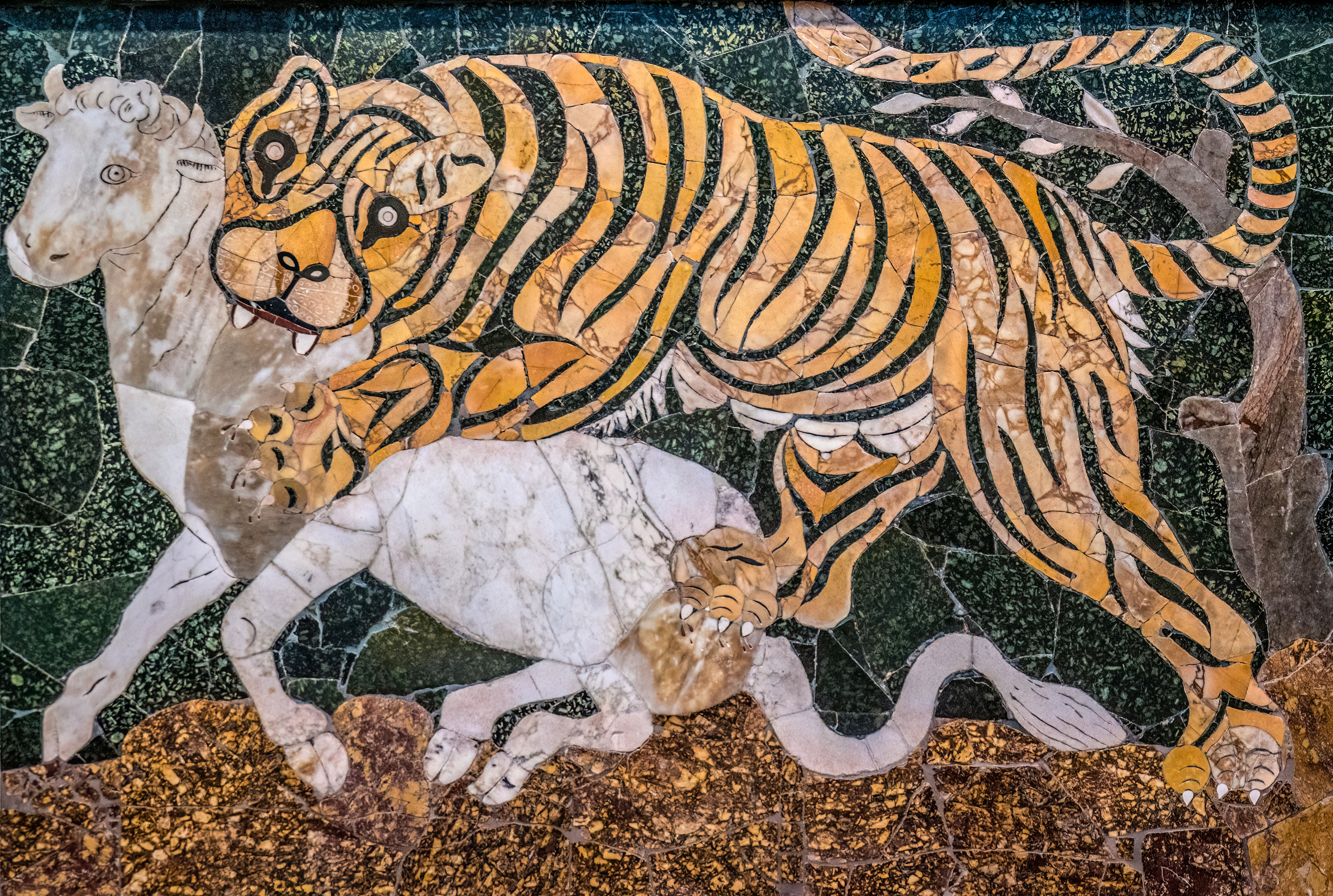
Tigre predando um bezerro, opus sectile romano da Basílica de Júnio Basso e hoje nos Museus Capitolinos

Opus sectile (obra cortada, em latim) ou intársia de pedra, é uma técnica de arte e decoração onde peças de pedras coloridas são arranjadas em painéis compondo uma imagem. A técnica é similar à do mosaico, mas ao contrário deste, que usa peças pequenas e regulares, o opus sectile emprega peças maiores de formas variadas. É encontrado desde o Egito antigo, mas foi popularizado na Roma antiga, e permanecem muitos exemplos que fazem uso de mármores, nácar e vidro.
Obras em opus sectile são encontradas em toda a área de influência da antiga Roma, e era um dos distintivos da classe superior, por seu custo e dificuldade de produção. Na Turquia foi adotada pelos bizantinos e se tornou comum por volta do século VI, especialmente na decoração de pisos de igrejas, quase desaparecendo na própria Roma. Também penetrou na Grécia, de onde voltou à Itália e foi retomada, dando origem a produções desde o gótico até o neoclassicismo, das quais o piso da Catedral de Siena é um dos mais importantes exemplos, fazendo uso de grandes placas de mármore e outras pedras raras em desenhos de alta complexidade.
Por seu rico efeito plástico e pela possibilidade de serem criados intrincados padrões geométricos atraiu também a atenção da cultura islâmica, que usou uma variedade da técnica em edifícios importantes como o Taj Mahal e a Tumba de Itmad-Ud-Daulah, em Agra. No século XX a prática começou a declinar em função de novas estéticas modernistas, mas permanece viva principalmente em ateliers de restauro, e alguns decoradores contemporâneos têm demonstrado novo interesse por ela.
Os termos de pietra dura, opus sectile ou intársia são usados algumas vezes para designar técnicas ligeiramente distintas, com relação ao tamanho das peças, à qualidade do acabamento, ao tamanho da obra, ao meio de fixação ou à visibilidade das junturas, mas são classificações que não encontram consenso, e podem ser intercambiáveis. Especificamente pietre dure é mais usado para designar obras geralmente portáteis com um acabamento de tamanha perfeição que a união entre as peças fica quase invisível. Esta modalidade do opus sectile era altamente valorizada pelos florentinos da Renascença, que a consideravam uma espécie de pintura em pedra, e era mesmo empregada para cópias de pinturas tradicionais. Diz-se que Ghirlandaio cunhou a expressão "pintura para a eternidade" referindo-se ao trabalho de pietre dure.

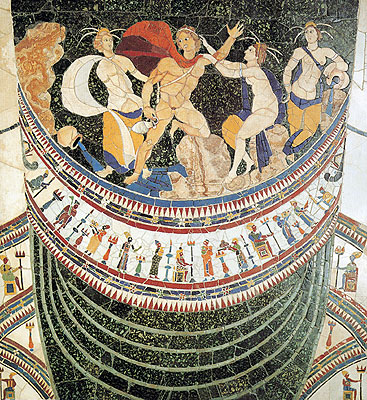
O rapto de Hylas pelas ninfas, painel de opus sectile da antiga Basílica de Júnio Basso em Roma, hoje no Museu Nacional Romano
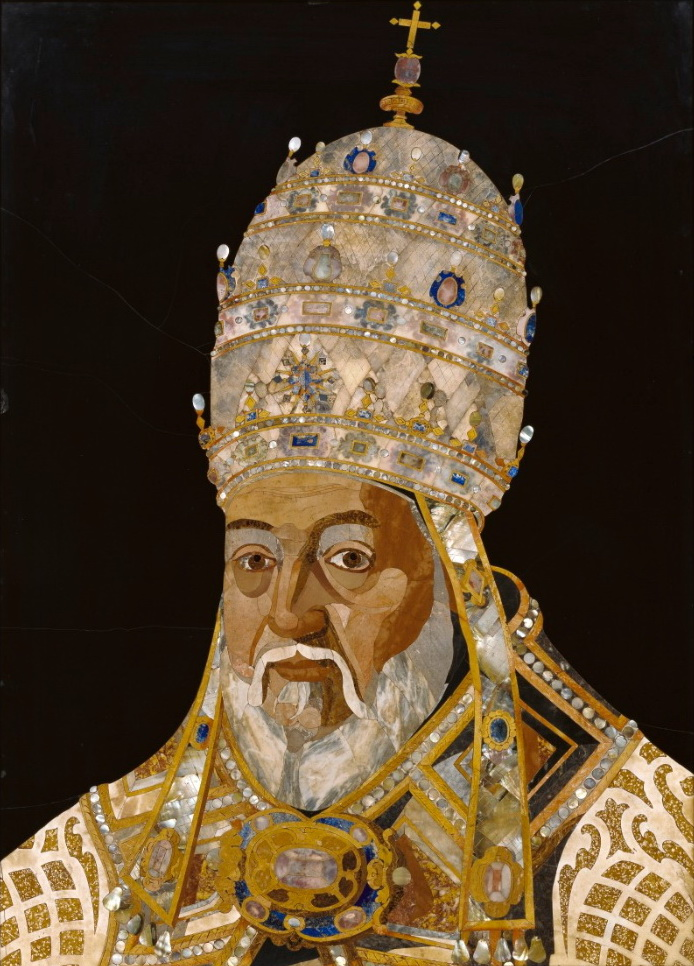
Retrato de Clemente VIII, obra em pietre dure de Jacopo Ligozzi e Romolo di Francesco Ferrucci del Tadda
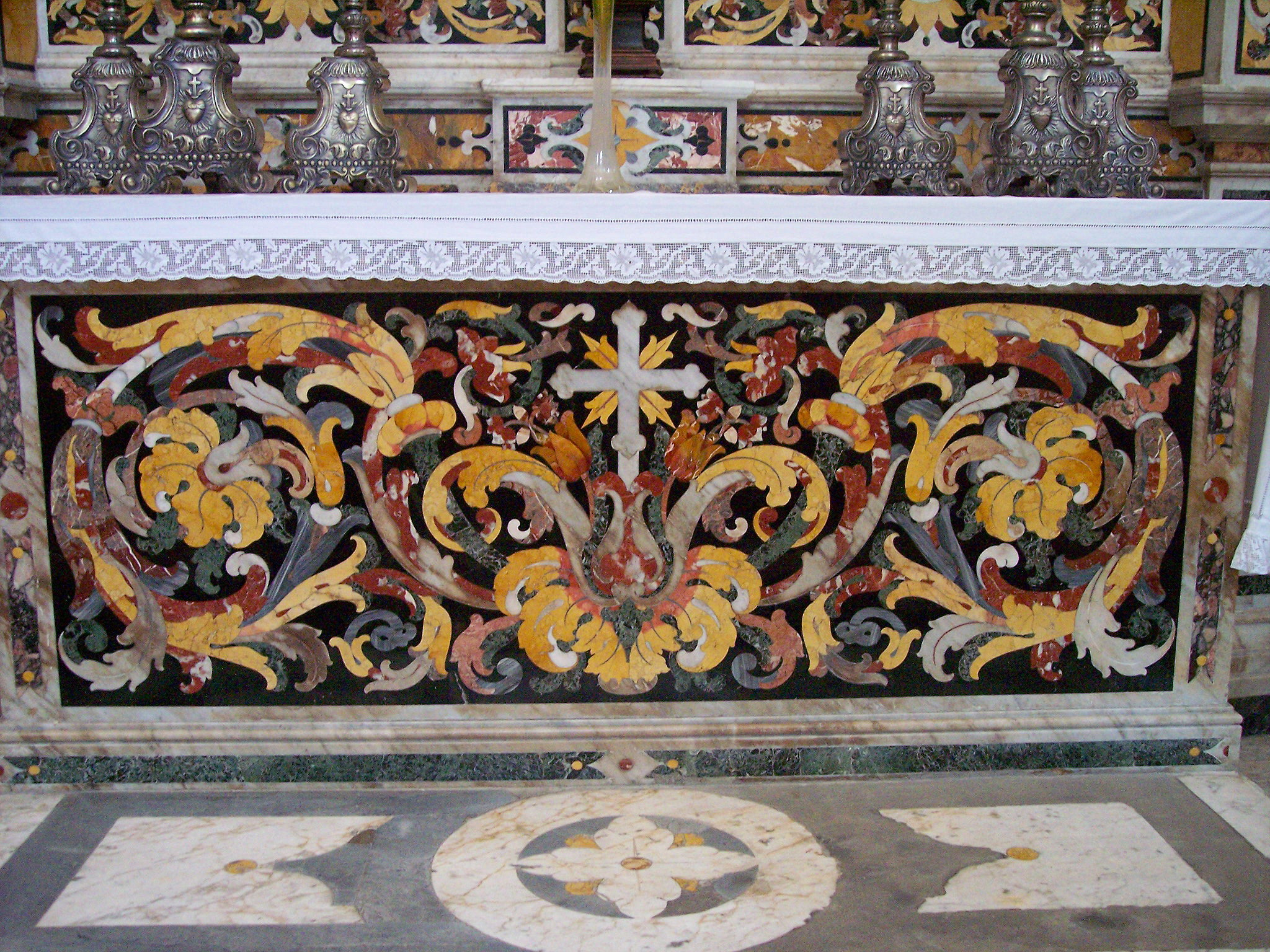
Peça de altar na Catedral da Assunção da Virgem Maria (Velika Gospa) em Dubrovnik
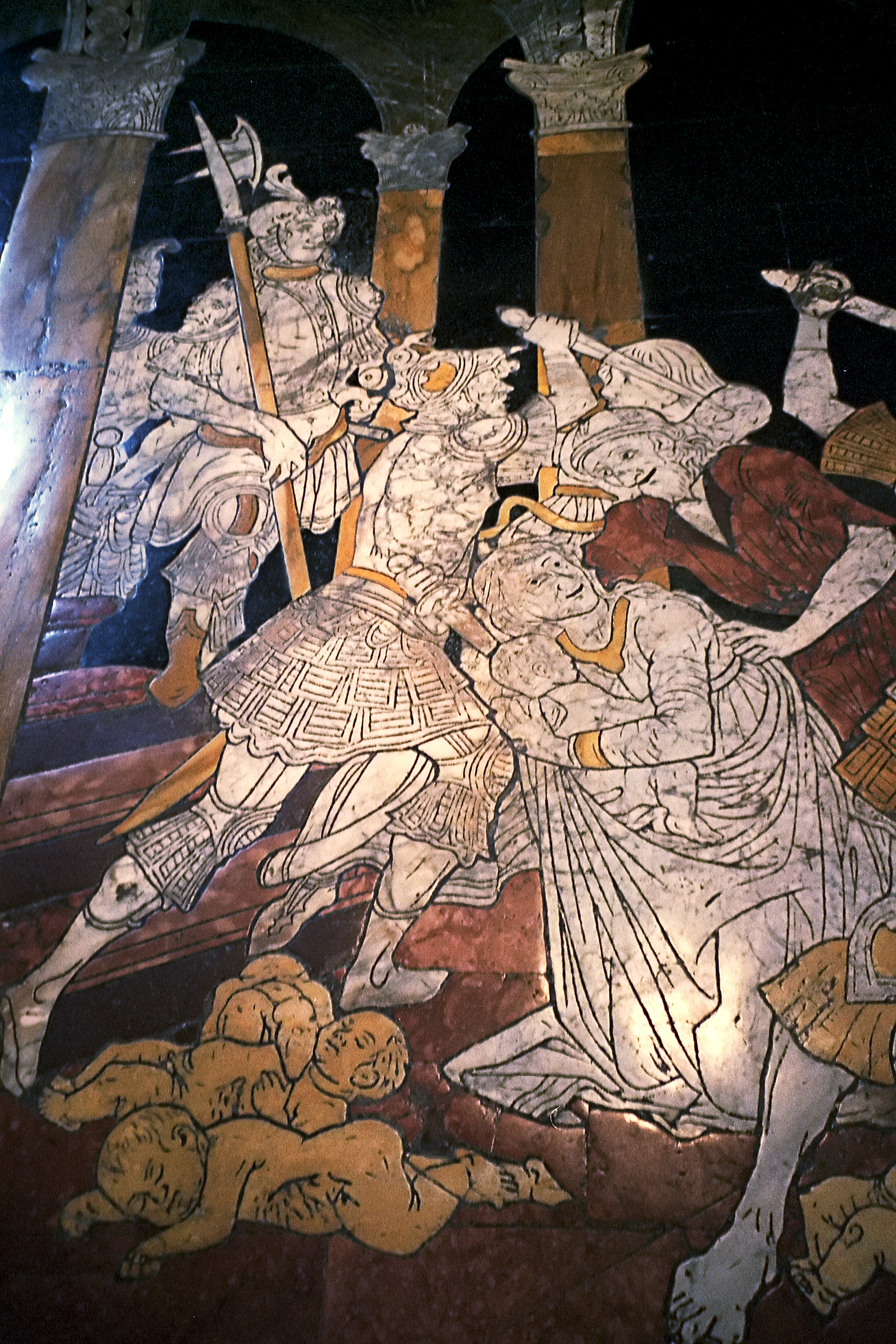
Piso da Catedral de Siena